# Harshadovo število
Harshadovo število je celo število, ki je deljivo z vsoto svojih števk v danem številskem sestavu. 
Harshadovo število je definiral indijski matematik Šri Datatreja Ramačandra Kaprekar. Sama beseda Harshad izhaja iz sanskrita in pomeni veliko veselje.
Gledano matematično, je X pozitivno celo število z m števkami, ki so zapisane v bazi n in števke so ai (i = 0, 1, ..., m − 1). (ai mora biti ali nič ali pa pozitivno celo število do n.) X je tako izražen kot
{\displaystyle X=\sum _{i=0}^{m-1}a_{i}n^{i}}
Če obstaja celo število A, tako da zgornja trditev drži, potem je X Harshadovo število v bazi n:
{\displaystyle X=A\sum _{i=0}^{m-1}a_{i}}
25 prvih Harshadovih števil z več kot eno števko v desetiškem številskem sistemu so (OEIS A005349):
10, 12, 18, 20, 21, 24, 27, 30, 36, 40, 42, 45, 48, 50, 54, 60, 63, 70, 72, 80, 81, 84, 90, 100, 102, 108, 110, 111, 112, 114, 117, 120, 126, 132, 133, 135, 140, 144, 150, 152, 153, 156, 162, 171, 180, 190, 192, 195, 198, 200, 201
Število, ki je Harshadovo število v vseh bazah, se imenuje vseharshadovo število. Obstajajo le štiri taka števila: 1, 2, 4 in 6.